# Roman Bradáč
Roman Bradáč (* 7. prosince 1966) je český manažer a redaktor, v letech 2003 až 2008 zahraniční zpravodaj ČT v USA, v roce 2013 krátce generální ředitel TV Barrandov, od roku 2020 člen Rady České televize.

## Život
Po gymnáziu vystudoval kulturologii na Filozofické fakultě Univerzity Karlovy v Praze (promoval v roce 1991 a získal titul Mgr.). Několik let strávil v obchodních firmách.
Od roku 1994 působil v zahraniční redakci České televize, a to nejprve jako řadový redaktor a později jako šéf zahraničního zpravodajství. Spolupracoval na pořadu Objektiv. V letech 2003 až 2008 byl zahraničním zpravodajem ČT v USA. Po návratu zpět do ČR se stal ředitelem vnějších vztahů televize, od listopadu 2009 byl vedoucím sekretariátu generálního ředitele ČT a od srpna 2010 vedl jakožto ředitel kanálu ČT24 zpravodajství veřejnoprávní televize. V září 2011 neúspěšně kandidoval na post generálního ředitele ČT. Tím se nakonec stal Petr Dvořák. Na konci září 2011, den před Dvořákovým nástupem do funkce generálního ředitele ČT, Bradáč z pozice ředitele zpravodajství (i z ČT obecně) odešel.
V roce 2012 začal spolupracovat s TV Barrandov, kde pomáhal vybudovat produkční tým nové zpravodajské relace Hlavní zprávy. V únoru 2013 se stal generálním ředitelem TV Barrandov, ve funkci tak vystřídal Roberta Kvapila. V křesle generálního ředitele vydržel jen několik měsíců, v červnu 2013 jej vystřídal Jaromír Soukup. Bradáč nadále zastával pozici technického ředitele televize. Následně začal učit na Katedře mediálních studií na Metropolitní univerzitě Praha a na Vyšší odborné škole publicistiky v Praze.
Dne 11. března 2020 byl zvolen členem Rady České televize, a to s účinností od 27. března 2020. Nominovala jej Metropolitní univerzita Praha.
Roman Bradáč je ženatý. Má jednoho syna a jednu dceru.